# Ludvík Vrána
Ludvík Vrána (2. října 1883 Tovačov – 1969?), moravský katolický kněz, byl literát a překladatel, spoupracovník Josefa Floriana.

## Život
Narodil se v moravském Tovačově v rodině místního řezníka Josefa Vrány a jeho manželky Anežky, rozené Lipčíkové. V roce 1907 byl po bohosloveckých studiích vysvěcen na kněze, a začal působit jako kaplan v Kunštátu, odkud přešel v téže funkci v roce 1910 do Babic u Lesonic. Zde působil jako farář P. Josef Ševčík, který jej seznámil s Josefem Florianem ze Staré Říše. Florian byl oficiálními představiteli katolické církve vnímán jako poněkud problematická osobnost, a proto kněží, kteří s ním spolupracovali, bývali různě postihováni. Ludvík Vrána byl po roce kaplanské služby v Babicích přeložen z trestu do Oslavan (několik let předtím byl z naprosto stejného důvodu přeložen pryč z Babic Jakub Deml).
Jelikož styky s Florianem a jeho spolupracovníky nepřerušil, byl nakonec suspendován. Odstěhoval se k Josefu Florianovi do Staré Říše, kde sloužil bohoslužby ve Florianově soukromé kapli. Ve Staré Říši se věnoval překladatelské činnosti (překládal např. G. K. Chestertona nebo Franze Kafku). V roce 1929 musel Starou Říši opustit, neboť mu bylo vyhrožováno exkomunikací, pokud tak neučiní.
Roku 1931 byl jmenován správcem malé farnosti v Lísku u Bystřice nad Pernštejnem. Musel přerušit veškeré, i písemné, styky s Florianem. V Lísku působil celkem 34 let. Z jeho zvyklostí se traduje, že si v neděli z asketických důvodů přesoloval jídlo, aby mu nechutnalo. Zemřel v roce 1969.